# GHV2
GHV2 (abreviere de la Greatest Hits Volume 2) este a patra compilație a Madonnei, lansată pe 12 noiembrie 2001 de Maverick Records. Este al doilea album de hituri, lansat la exact 13 ani de la primul disc de hituri, The Immaculate Collection. Nu conține nicio nouă înregistrare. Albumul a fost vândut în 7 milioane de copii în toată lumea.